# China Railway High-speed

Kína nagysebességű vasútvonalai 2020 márciusában

A China Railway High-speed, rövidítve CRH, (egyszerűsített kínai írással: 中国铁路高速; tradicionális kínai írással: 中國鐵路高速; pinjin: Zhōngguó tiělù gāosù) üzemelteti a China Railways nagysebességű vonatait Kínában.
A China Railway High-speed a kínai nagysebességű vasút projektje, mely a Kínai Államvasút (CNR) és a Kínai Vasúti Minisztérium (China's Ministry of Railways: MOR) felügyelete alatt áll. A program keretein belül 2012-ig 13000 km pályát 200 km/h sebességgel tettek járhatóvá, és ezen belül 5000 km szakaszon a vonatok a 350 km/h sebességet is meghaladhatták. Ennek a hossznak a nagy részét átépítésre kerülő pályák teszik ki, kisebb részét pedig újonnan megépített szakaszok adják.
Kínában a vasút egy rendkívül fontos közlekedési és szállítási mód, a személyforgalom 2/3-a és a teherforgalom fele is ezen bonyolódik. 2021 végén 40 474 km hosszúságú nagysebességű vonal volt üzemben, 2025 közepére pedig elérte a 48 000 km-t.
A Vuhan–Nanking távolság kb. 600 km, mely autóval kb. 8 óra alatt tehető meg, míg vonattal ez az út mindössze három órát vesz igénybe, és a másodosztályú jegy mindössze 180 jüanba (kb. 5000 forintba) kerül. Amíg a vonatok kihasználtsága az adott útvonalon 90% fölött jár, addig az azonos útvonalon járó repülőgépeké 50% alá esett. A jelenség nem meglepő, hiszen amellett, hogy a repülőjegy ára lényegesen magasabb (730 jüan ~ 20 000 Ft + üzemanyagfelár), a menetidőn sem lehet semmit nyerni. A repterek a városokon kívül találhatók, a csekkolási és gurulási idő mellett a légterek terheltsége és az időjárás kiszámíthatatlansága sem a repülésnek kedvez.

## CRH vonatok
Az első négy nagysebességű járműszéria technológiai transzferrel kerül(t) a programba: ez gyakorlatilag azt jelenti, hogy az eredeti járműveket nem Kínában fejlesztették és gyártották, de a gyártó megosztja a technológiai know how-t a (kijelölt) kínai partnercégével és a gyártást is áthelyezik. A vonatok CRH1-től CRH5-ig kerültek elnevezésre, úgy, hogy a CRH4 kimaradt, mert a “4”-es  száma a kínaiak szerint szerencsétlenséget hoz (nagyon hasonlóan cseng, mint a "halál" szó). A CRH380A típus teljes egészében Kínában került kifejlesztésre. A CRH program gyakorlatilag a nagy vasúti gyártók kínai pályán való versenyeztetése.
Összesen négyféle CRH vonat van, továbbá mindegyiknek vannak alváltozatai.
- CRH1A & B alapja a Bombardier SJ X50 motorvonata.
- CRH1E alapja a Bombardier Zefiro 250 motorvonata.
- CRH2A,B,C & E alapja a Kawasaki Heavy Industries Sinkanszen E2 motorvonata
- CRH3C alapja a Siemens Velaro motorvonata
- CRH4 – babonából elvetették, így a négyes szám üres és az is marad
- CRH5A alapja a Alstom Pendolino, elsősorban az ETR 600 motorvonata.
- CRH380A & AL a CSR Sifang terméke.
- CRH380B & BL alapja a CRH3C motorvonat.
- CRH380D & DL alapja a Bombardier Zefiro 380 motorvonata.

## Galéria

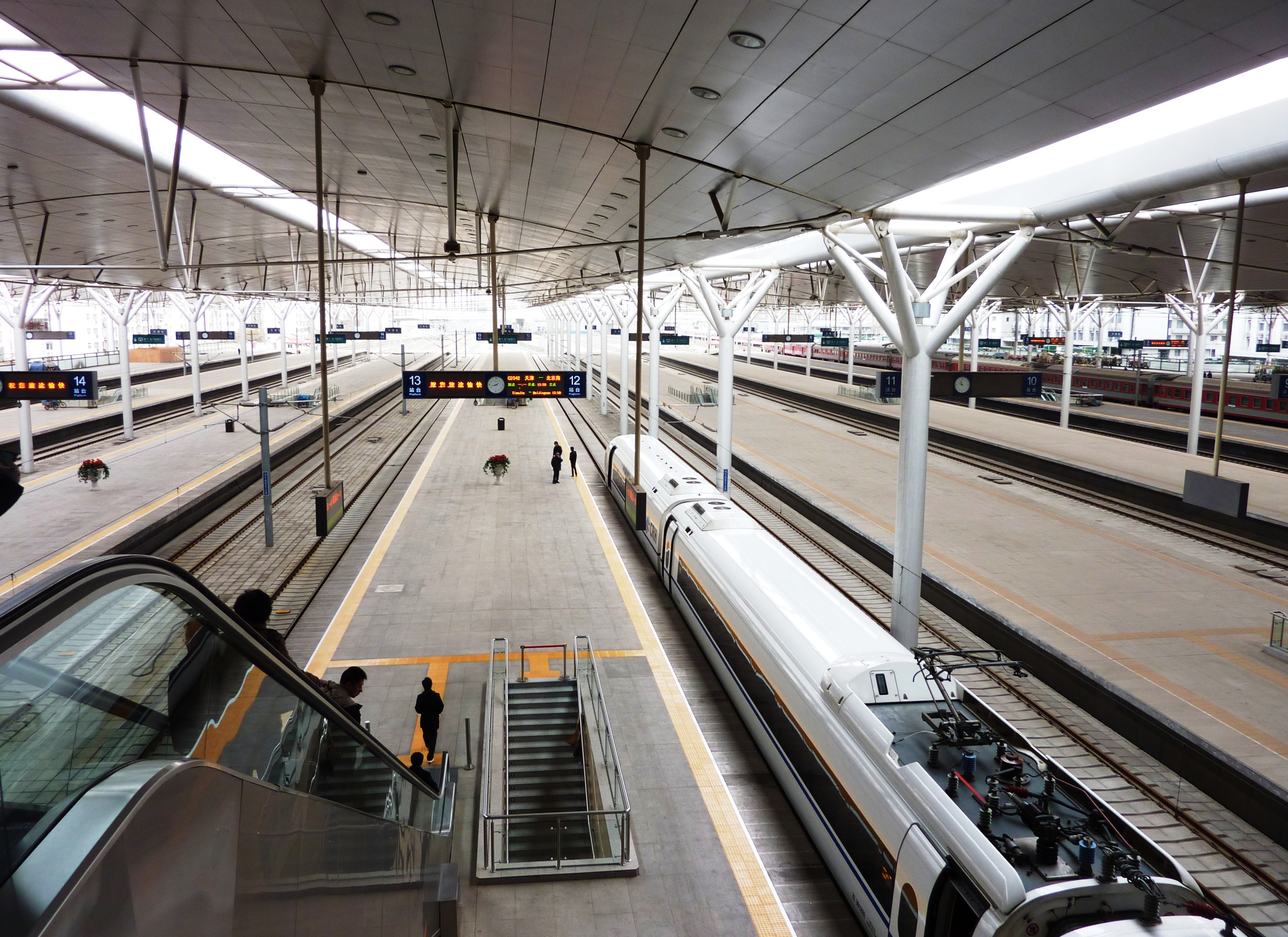
Tiencsin pályaudvar

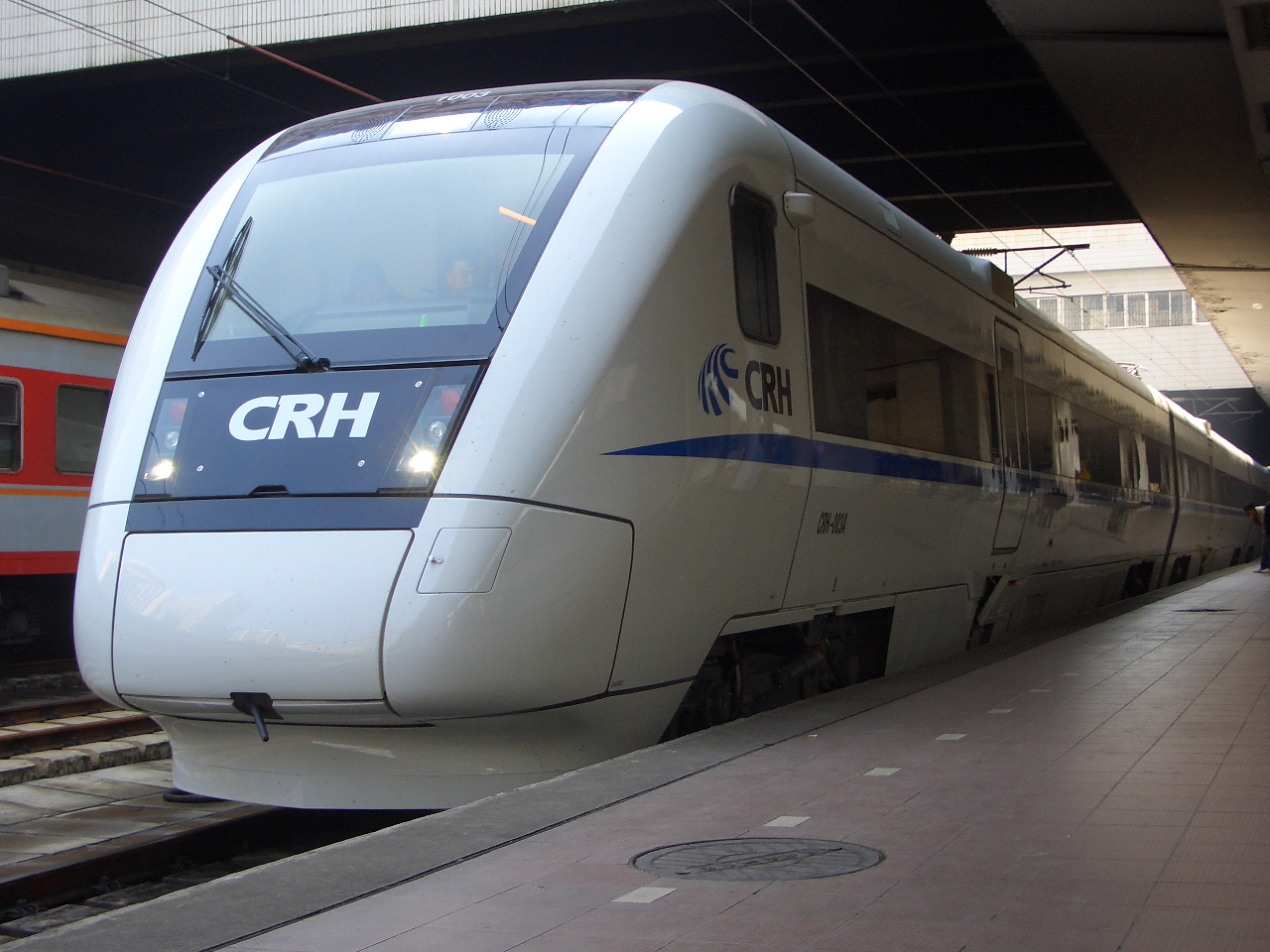
CRH1
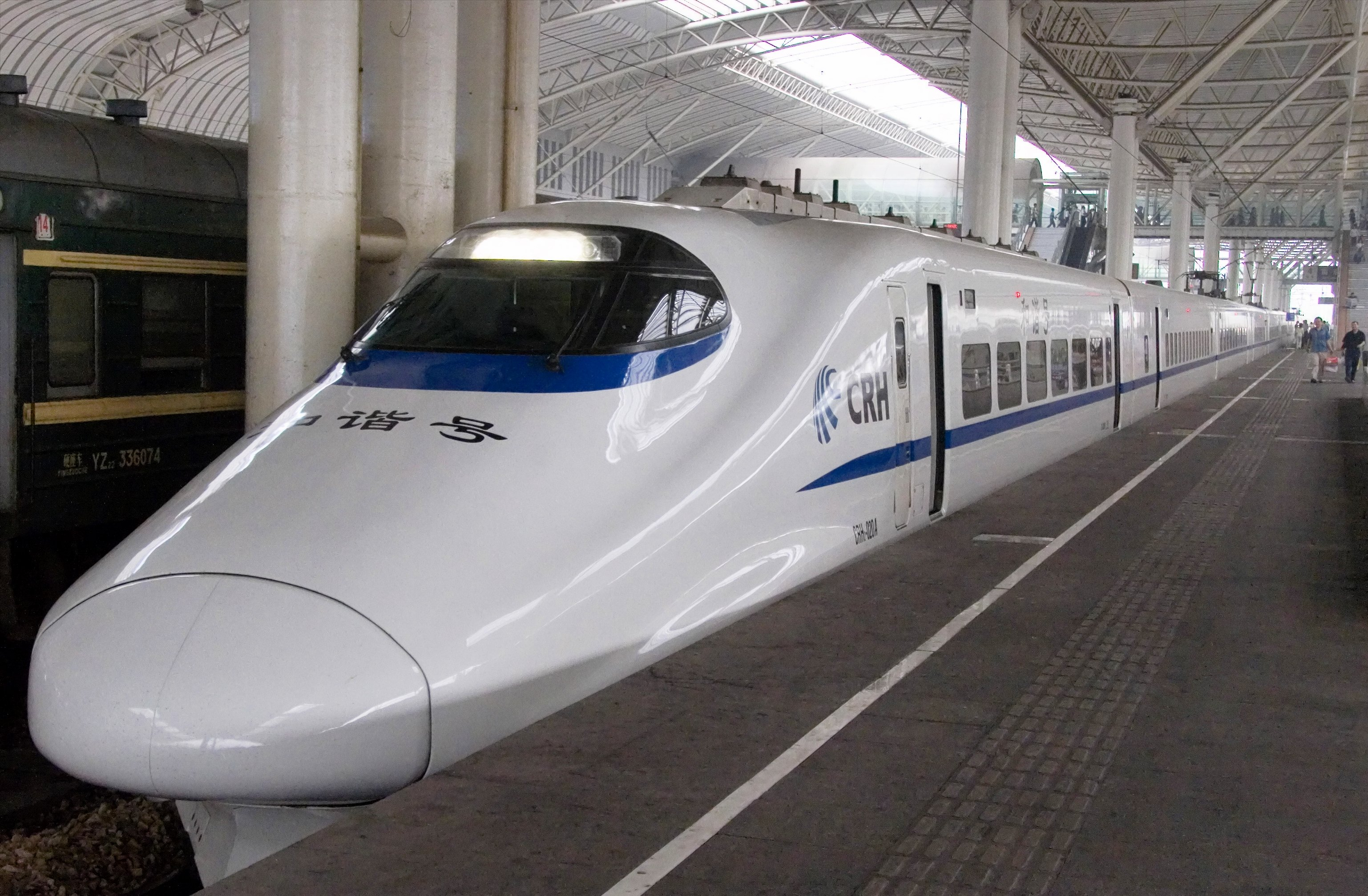
CRH2
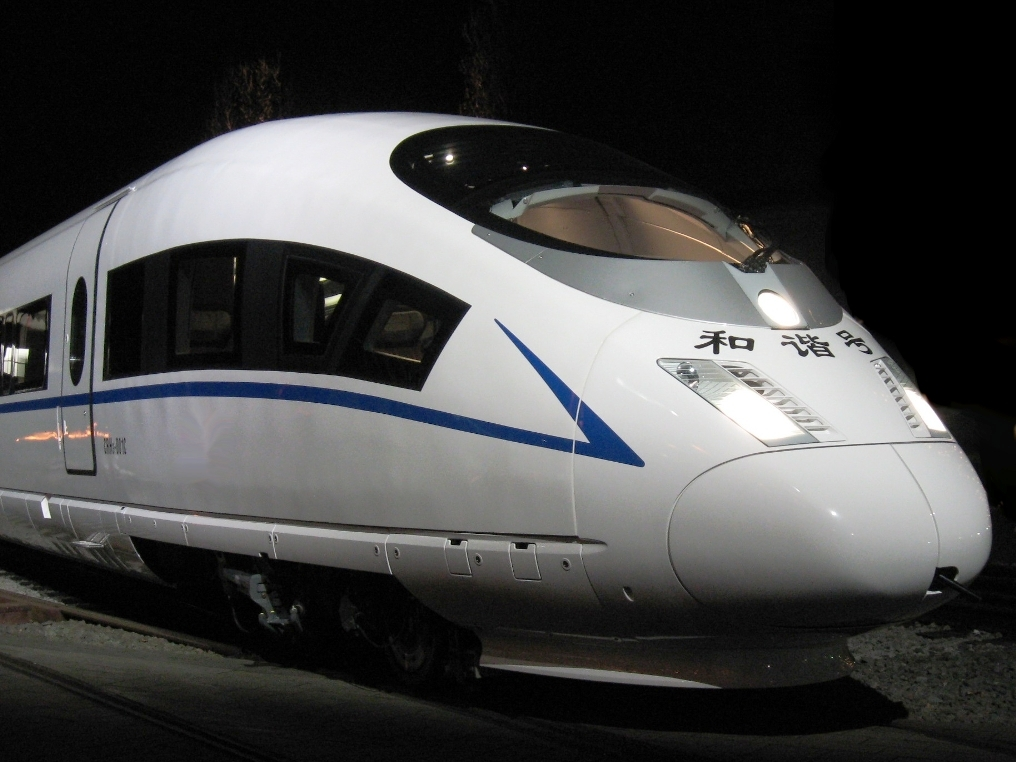
CRH3
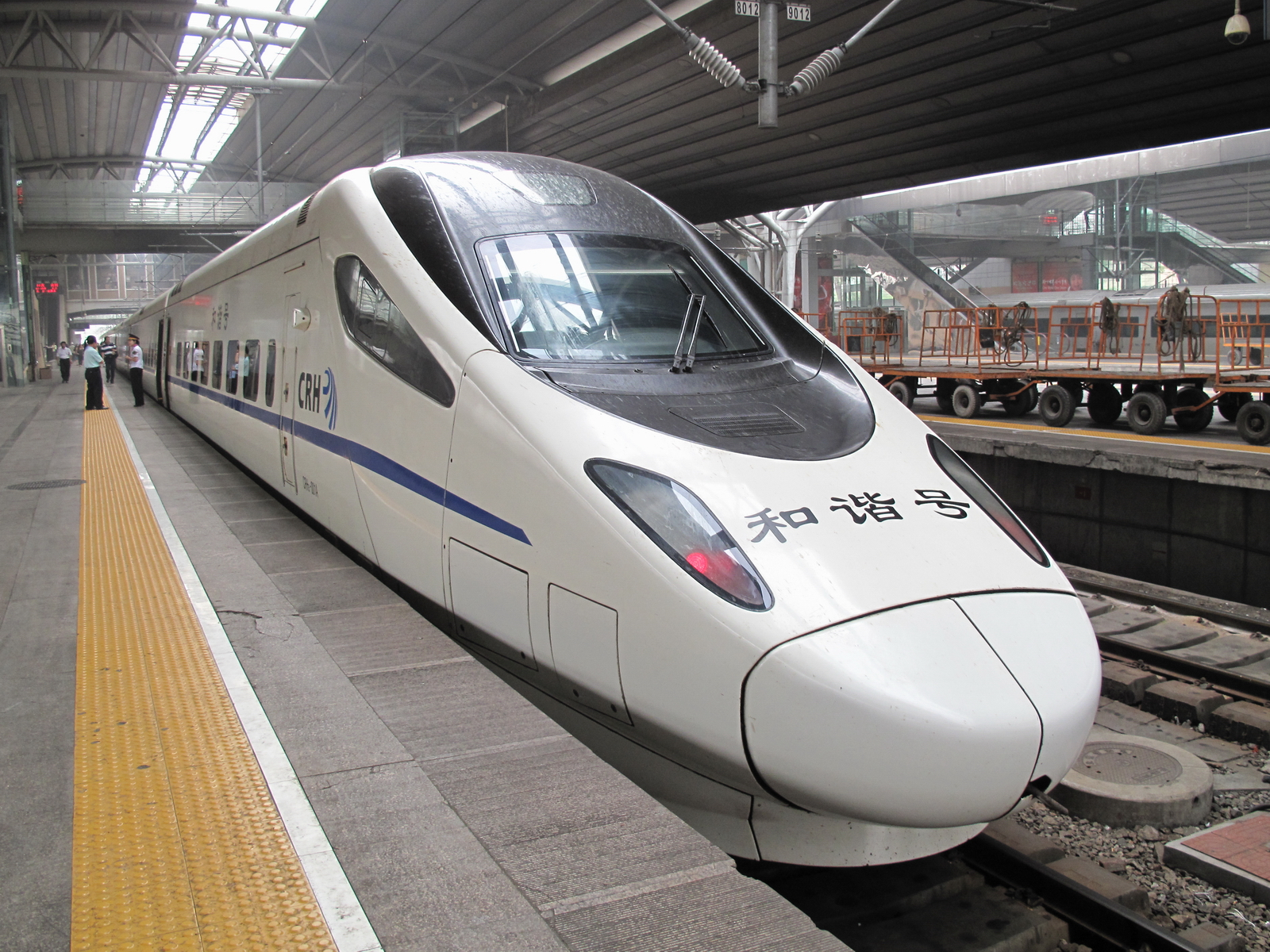
CRH5

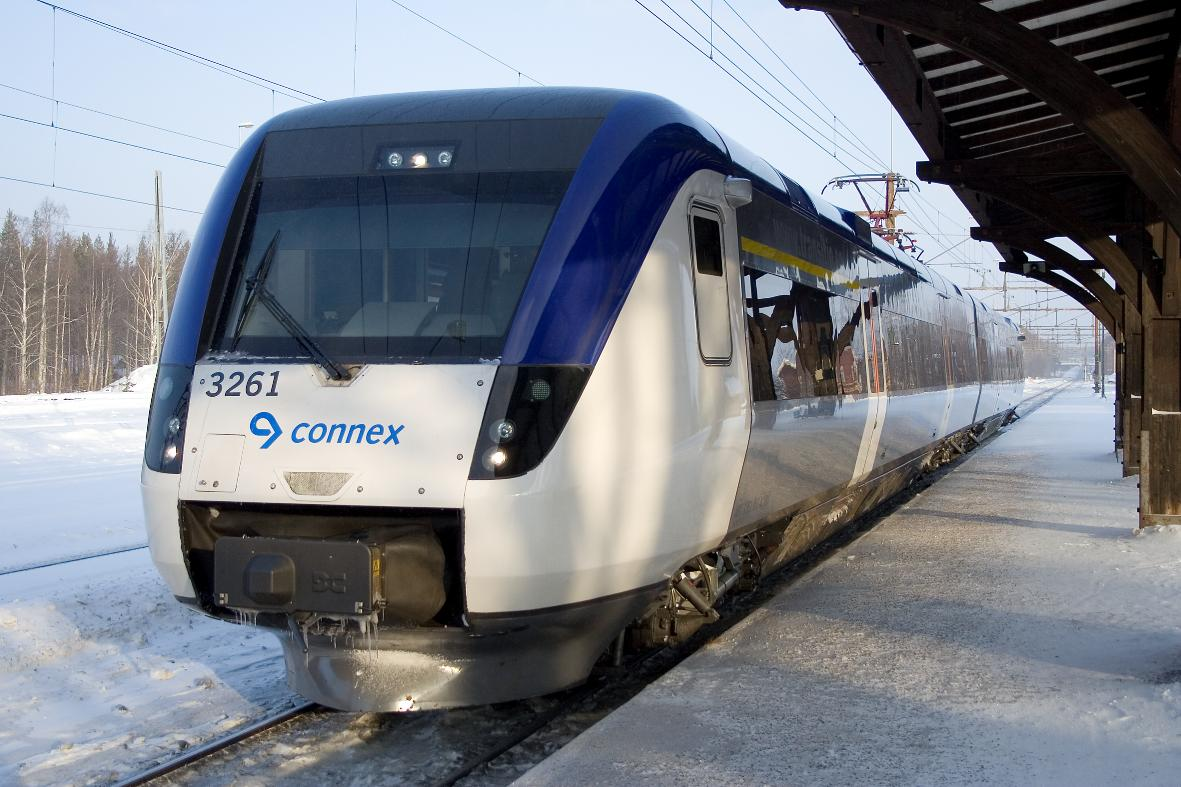
Regina (Németország)
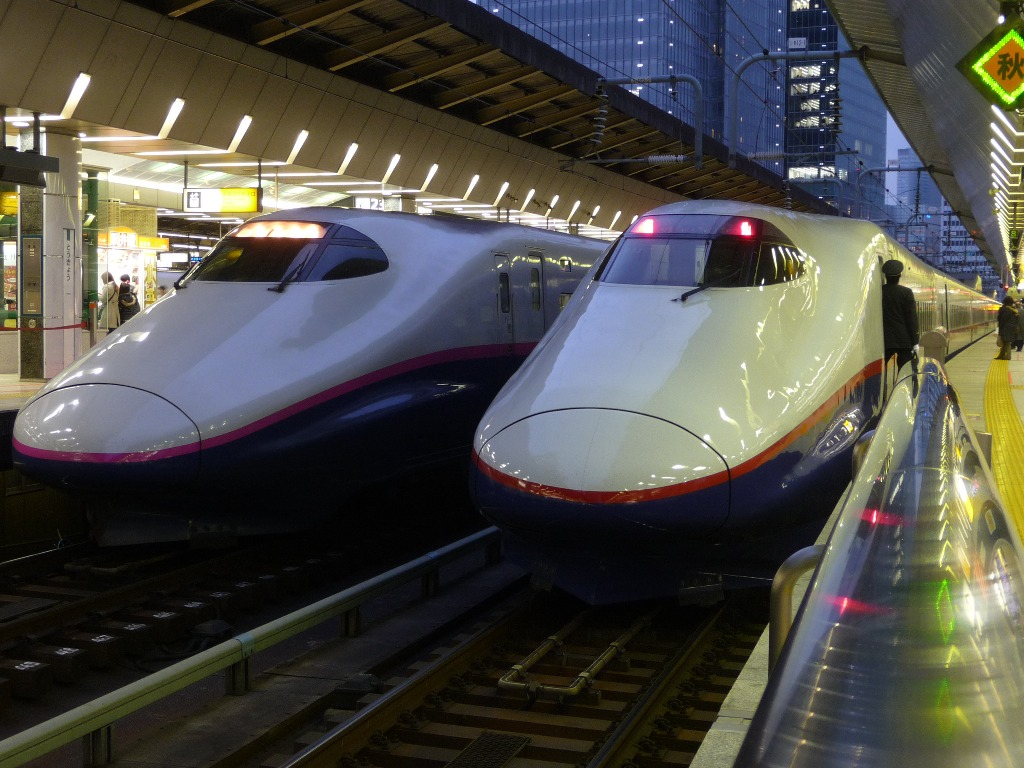
Sinkanszen E2 (Japán)
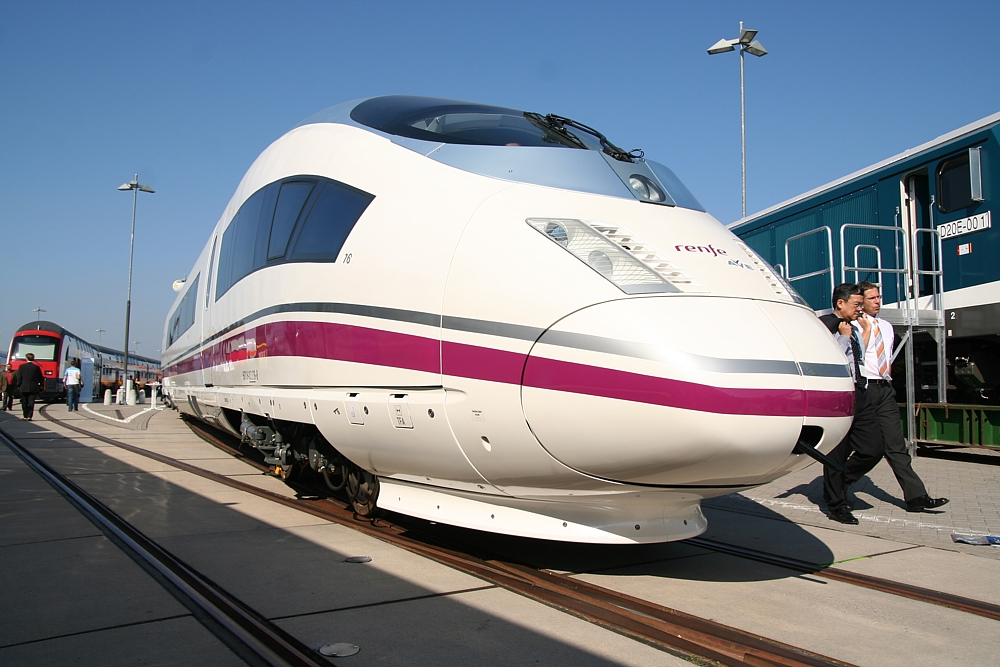
Siemens Velaro (Németország)
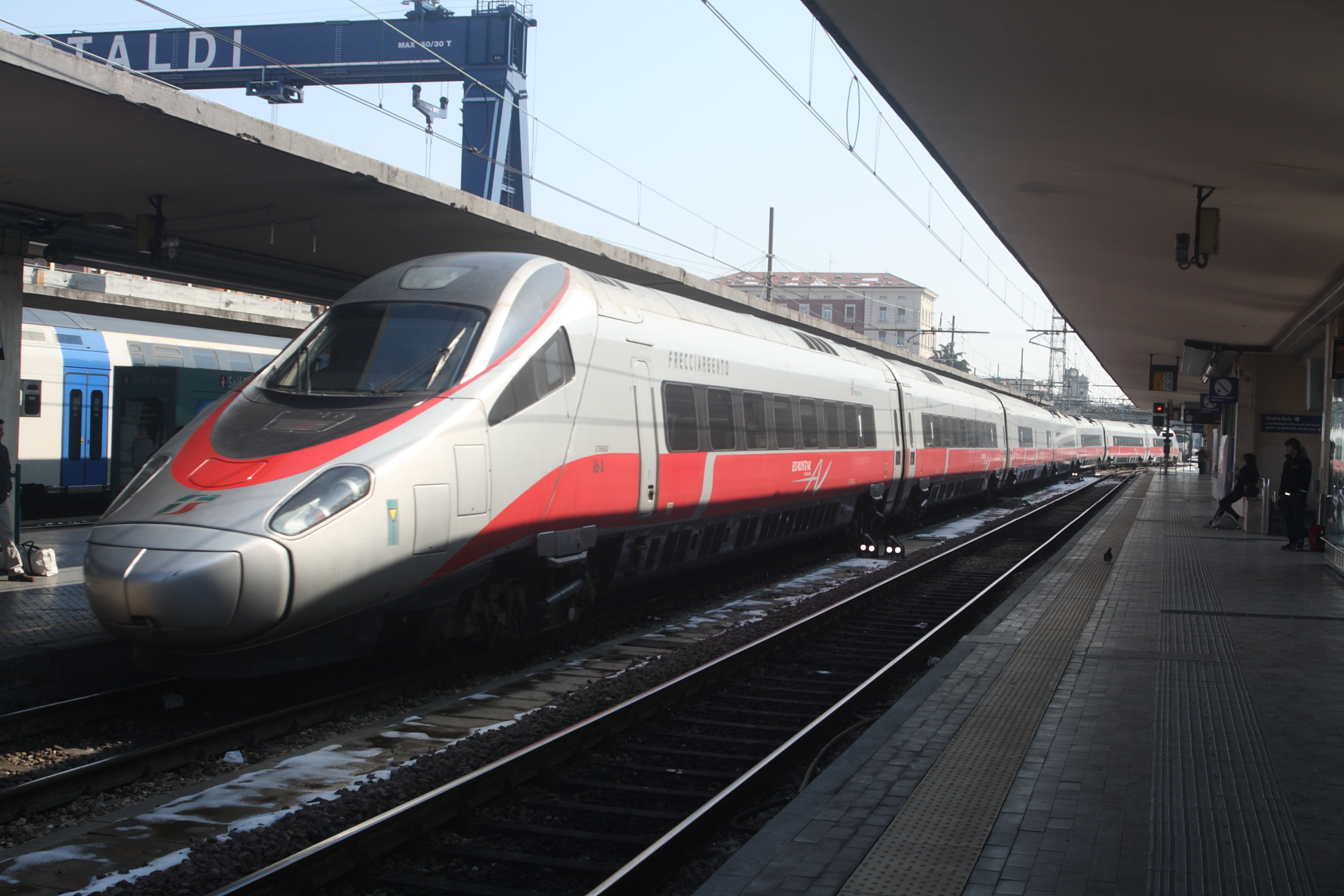
ETR 600 (Franciaország)

## Forgalom
Az utasforgalom az elmúlt években az alábbi módon változott:
| Utasok száma | 61 000 000 | 127 000 000 | 290 000 000 | 440 000 000 | 486 000 000 | 893 000 000 | 1 161 000 000 | 1 440 000 000 | 2 005 000 000 | 3 000 000 000 |
|              | 2007       | 2008        | 2010        | 2011        | 2012        | 2014        | 2015          | 2016          | 2018          | 2023          |

## Lásd még
- Kína nagysebességű vasúti közlekedése